# MPZL3
MPZL3 (англ. Myelin protein zero like 3) – білок, який кодується однойменним геном, розташованим у людей на 11-й хромосомі. Довжина поліпептидного ланцюга білка становить 235 амінокислот, а молекулярна маса — 25 989.
| 10         |  | 20         |  | 30         |  | 40         |  | 50         |
| ---------- |  | ---------- |  | ---------- |  | ---------- |  | ---------- |
| MQQRGAAGSR |  | GCALFPLLGV |  | LFFQGVYIVF |  | SLEIRADAHV |  | RGYVGEKIKL |
| KCTFKSTSDV |  | TDKLTIDWTY |  | RPPSSSHTVS |  | IFHYQSFQYP |  | TTAGTFRDRI |
| SWVGNVYKGD |  | ASISISNPTI |  | KDNGTFSCAV |  | KNPPDVHHNI |  | PMTELTVTER |
| GFGTMLSSVA |  | LLSILVFVPS |  | AVVVALLLVR |  | MGRKAAGLKK |  | RSRSGYKKSS |
| IEVSDDTDQE |  | EEEACMARLC |  | VRCAECLDSD |  | YEETY      |  |            |

A: Аланін

C: Цистеїн

D: Аспарагінова кислота

E: Глутамінова кислота

F: Фенілаланін

G: Гліцин

H: Гістидин

I: Ізолейцин

K: Лізин

L: Лейцин

M: Метіонін

N: Аспарагін

P: Пролін

Q: Глутамін

R: Аргінін

S: Серин

T: Треонін

V: Валін

W: Триптофан

Задіяний у таких біологічних процесах, як клітинна адгезія, альтернативний сплайсинг. 
Локалізований у мембрані.